# Elwood (Utah)
Elwood város az USA Utah államában, Box Elder megyében. Lakosainak száma 1173 fő (2020. április 1.).

## Népesség
A település népességének változása:
| Lakosok száma | 1034 | 1029 | 1173 |
|               | 2010 | 2012 | 2020 |